# Caymanostella phorcynis
Caymanostella phorcynis is een zeester uit de familie Caymanostellidae.
De wetenschappelijke naam van de soort werd in 1989 gepubliceerd door Francis Rowe.